# Foremost Terra Bus
De Foremost Terra Bus is een busmodel van de Canadese industriële voertuigenbouwer Foremost Industries Inc.. De bus is speciaal ontwikkeld voor gebruik in de poolgebieden. De bus heeft hiervoor 6x6 wielaandrijving, grote wielen met een lage bandendruk (30 psi/2 bar). Hierdoor is het voertuig uiterst geschikt om over sneeuw en andere obstakels heen te kunnen rijden.

## Inzet
Er rijden enkele exemplaren rond. Een exemplaar is te vinden bij het Antarctica onderzoekscentrum Mc-Murdo Station voor het United States Antarctic Program. Deze heet Ivan the Terra Bus en zorgt ervoor dat passagiers van en naar het onderzoekscentrum kunnen pendelen. Andere exemplaren rijden rond als toeristenbussen bij de Columbia-ijsveld en rond het Nationaal park Jasper. Er zitten wel een aantal verschillen tussen de toeristenbussen en de bus op Antarctica. De bus op Antarctica heeft onder andere in tegenstelling tot de toeristenbussen, kleinere en minder ramen en een andere profiel banden.